# Roman Krajewski
Roman Wincenty Krajewski (ur. 25 września 1887 we Lwowie, zm. wiosną 1940 w Katyniu) – kapitan uzbrojenia Wojska Polskiego, kawaler Krzyża Walecznych, ofiara zbrodni katyńskiej.

## Życiorys
Urodził się w rodzinie Adama i Wincentyny z Kędzierskich. Żołnierz Legionów. Brał udział w obronie Lwowa, walczył na Odcinku I w Domu Technika. Uczestnik wojny 1918–1921.
1 czerwca 1921 roku pełnił służbę w Departamencie V Ministerstwa Spraw Wojskowych, a jego oddziałem macierzystym był 1 pułk artylerii polowej Legionów. 3 maja 1922 roku został zweryfikowany w stopniu kapitana ze starszeństwem z dniem 1 czerwca 1919 roku i 75. lokatą w korpusie oficerów uzbrojenia, a jego oddziałem macierzystym był Okręgowy Zakład Uzbrojenia Nr V w Krakowie. W latach 1923–1924 pełnił służbę w Zbrojowni nr 2 w Warszawie, pozostając oficerem nadetatowym Okręgowego Zakładu Uzbrojenia Nr V w Krakowie. Później służył w Departamencie III Artylerii i Uzbrojenia. W latach 1928–1932 pełnił służbę w Instytucie Badań Materiałów Uzbrojenia w Warszawie, pozostając w kadrze oficerów artylerii. Od 1927 był redaktorem „Przeglądu Artyleryjskiego”. W 1933 został przeniesiony w stan spoczynku. W 1934 roku pozostawał w ewidencji Powiatowej Komendy Uzupełnień Warszawa Miasto III. Posiadał przydział do Oficerskiej Kadry Okręgowej Nr I. Był wówczas „przewidziany do użycia w czasie wojny”. Mieszkał w Warszawie na placu Inwalidów.
W kampanii wrześniowej wzięty do niewoli przez Sowietów. Według stanu na kwiecień 1940 był jeńcem obozu w Kozielsku. 22 kwietnia 1940 przekazany do dyspozycji naczelnika smoleńskiego obwodu NKWD – lista wywózkowa 040/3 z 20.04.1940. Został zamordowany między 23 a 24 kwietnia 1940 przez NKWD w lesie katyńskim. Zidentyfikowany podczas ekshumacji prowadzonej przez Niemców w 1943, zapis w dzienniku ekshumacji pod datą 04.05.1943. Przy szczątkach w mundurze oficerskim znaleziono oficerską książeczkę wojskową, pismo obliczeń emerytury, jeden list, książeczkę ubezpieczeniową PKO i dwie książeczki PKO wystawione na Krystynę i Zofię Krajewską. Figuruje na liście AM-187-801 i liście Komisji Technicznej PCK pod numerem: GARF-17-0801. Nazwisko Krajewskiego znajduje się na liście ofiar (pod nr 2296) opublikowanej w Gońcu Krakowskim nr 107 i w Nowym Kurierze Warszawskim nr 112 z 1943. Krewni do 1946 poszukiwali informacji przez Biuro Informacji i Badań Polskiego Czerwonego Krzyża w Warszawie.

Był żonaty z Krystyną z Bieńkowskich, z którą miał syna Lesława i córkę Zofię. 
5 października 2007 minister obrony narodowej Aleksander Szczygło mianował go pośmiertnie na stopień majora. Awans został ogłoszony 9 listopada 2007, w Warszawie, w trakcie uroczystości „Katyń Pamiętamy – Uczcijmy Pamięć Bohaterów”.

## Ordery i odznaczenia
- Krzyż Niepodległości (28 grudnia 1933)[15]
- Krzyż Walecznych (dwukrotnie)[11]
- Srebrny Krzyż Zasługi (19 marca 1937)[16]
- Krzyż Kampanii Wrześniowej – pośmiertnie 1 stycznia 1986[17]